# 스카일런 타워

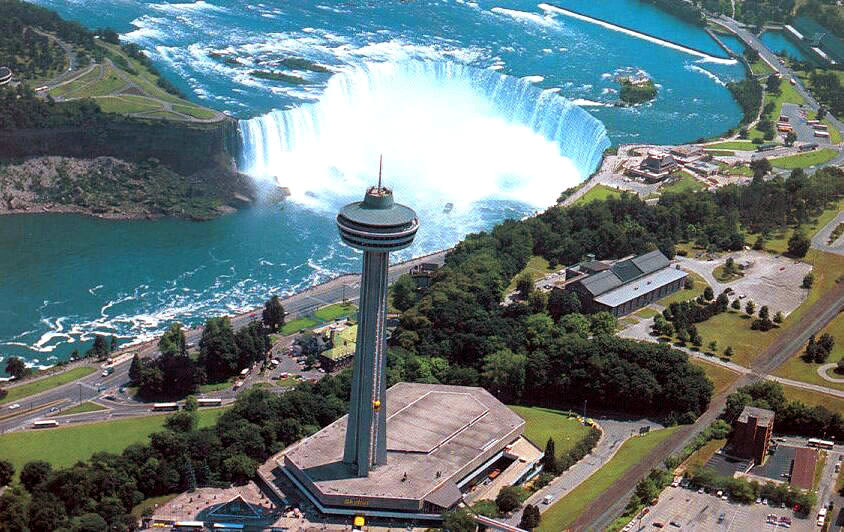
캐나디안 폭포와 스카일런 타워

스카일런 타워(Skylon Tower)는 캐나다 온타리오주 나이아가라 폴스에 있는 전망용 탑이다. 전망대 안에서는 두개의 나이아가라 폭포인 아메리칸 폭포와 캐나디안 폭포를 동시에 내려다 볼 수 있다.

## 역사
스카일런 타워는 1964년 5월 착공되었고, 1965년 10월 6일 미국 뉴욕주 주지사 넬슨 록펠러와 캐나다 온타리오주 주지사 존 로바츠가 참석한 가운데 정식으로 문을 열었다. 당시 허쉬 사가 출자한 나이아가라 인터내셔널 센터가 스카일런 타워는 건설비용만 7백만 달러가 소요되었다. 타워 내 레스토랑과 상점은 캐네디안 패시픽 호텔에서 운영했다. 2008년 8월 스카일런 타워는 길건너에 있는 폴스뷰 카지노와 구름다리로 연결되었고, 현재 3D/4D 영화관과 두개의 스타벅스 매장을 운영하고 있다.

## 사진첩

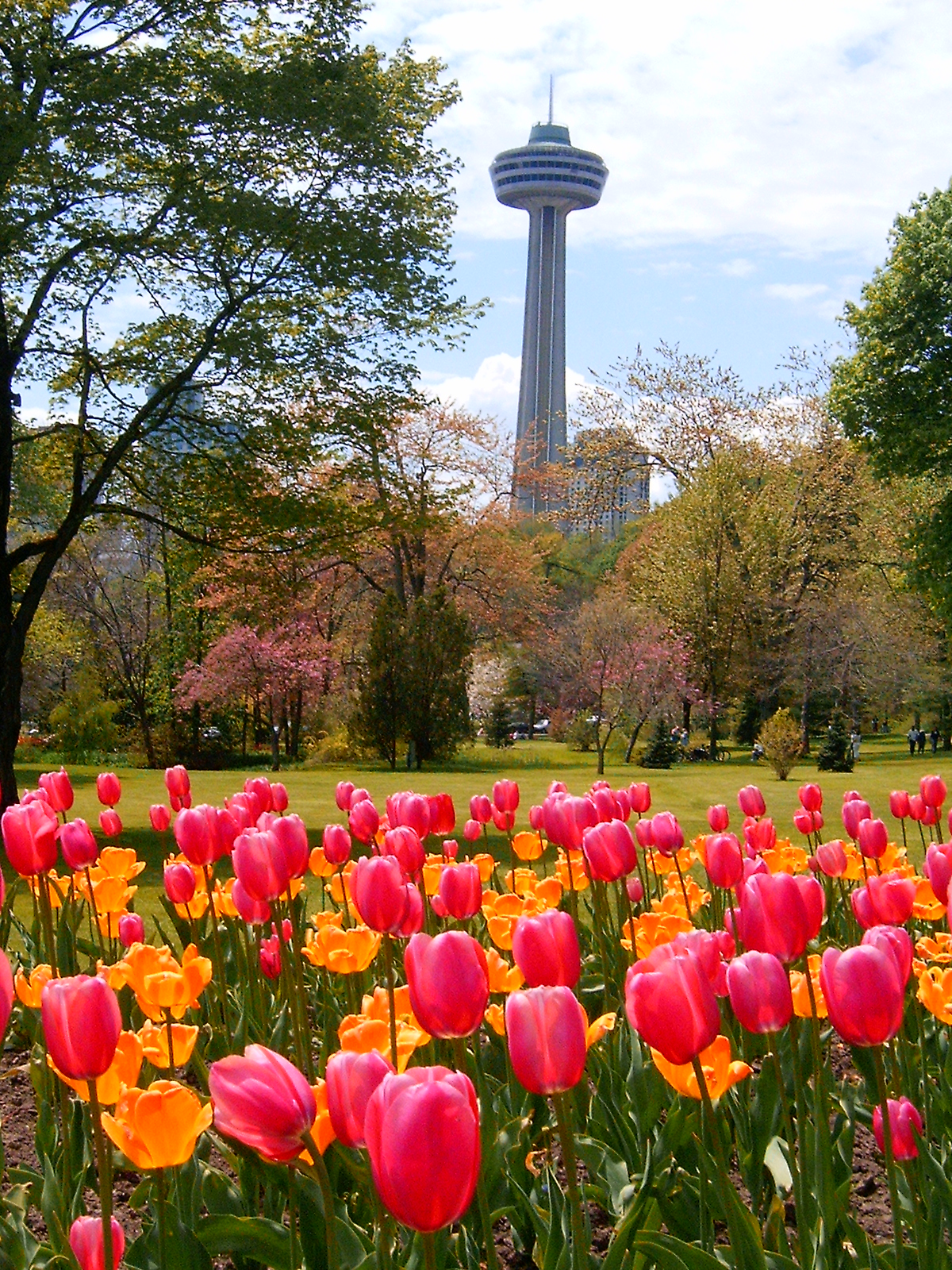
튤립과 스카일런 타워
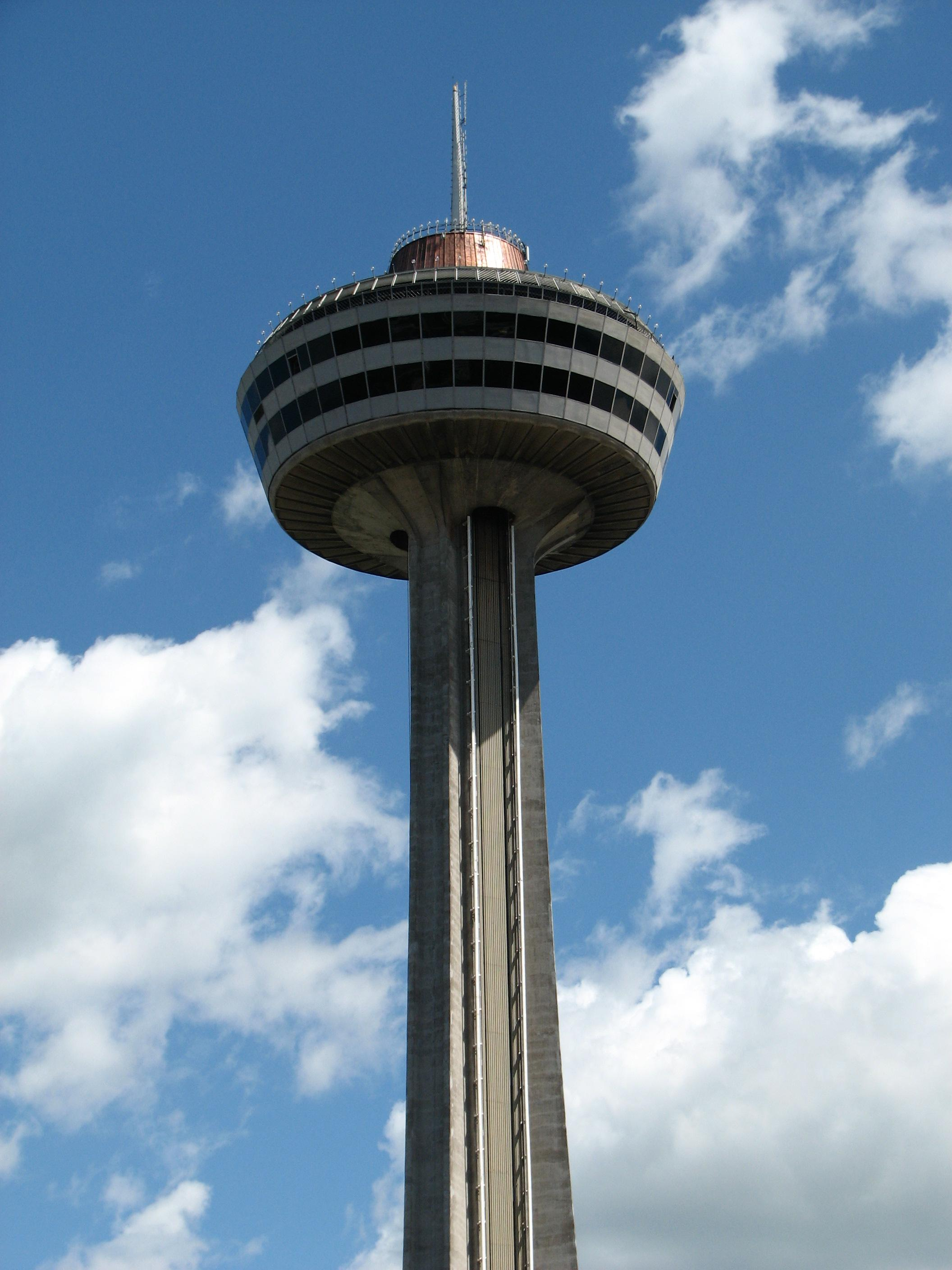
아래에서 바라본 스카일런 타워
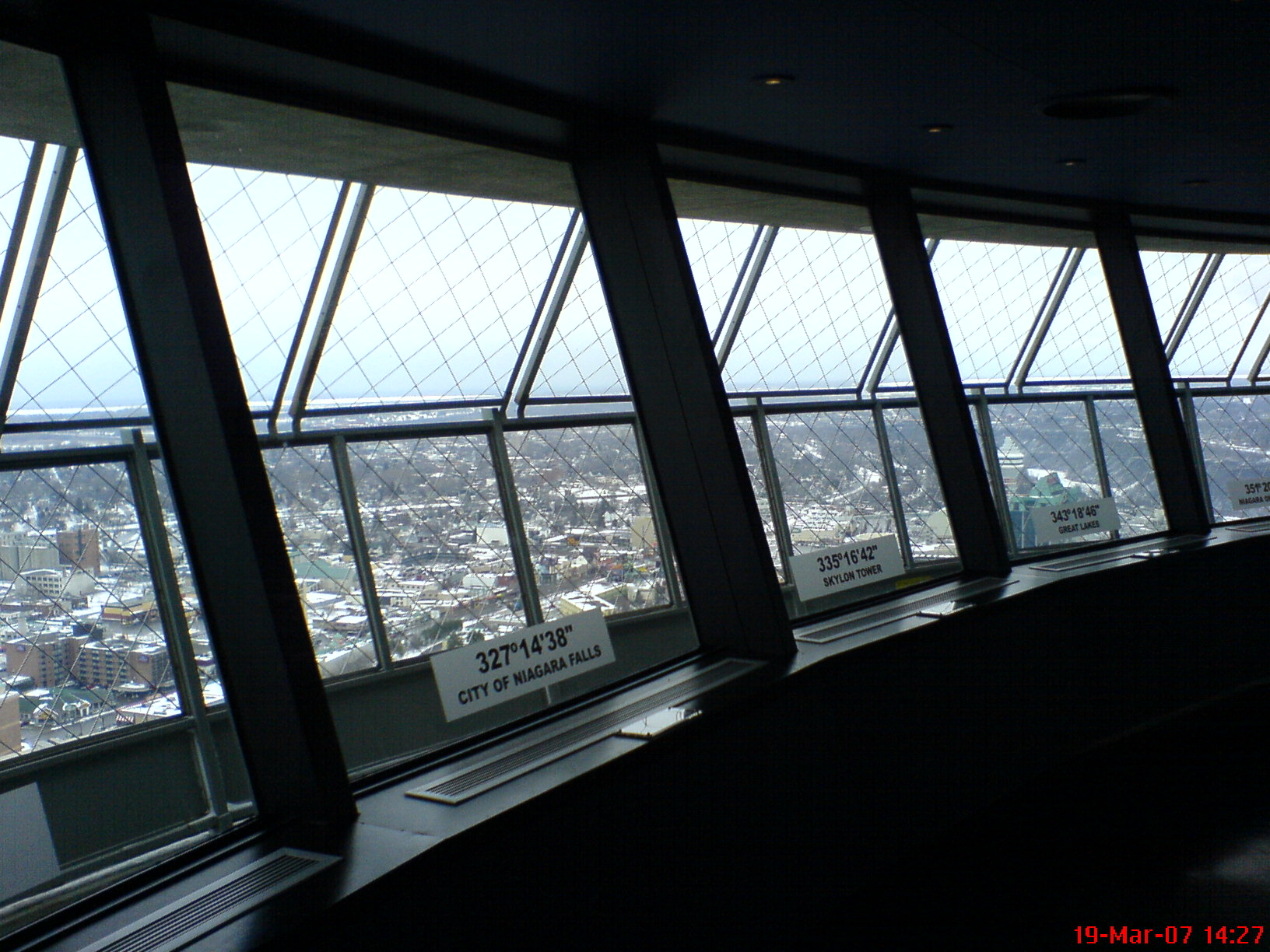
전망대

## 같이 보기
- 구기 건축
- 안개 아가씨호
- 카지노 나이아가라
- 캘거리 타워